# Long Whatton
Long Whatton är en by i civil parish Long Whatton and Diseworth, i distriktet North West Leicestershire, i grevskapet Leicestershire i England. Byn är belägen 21,1 km från Leicester. Orten har 1 142 invånare (2015). Civil parish hade 587 invånare år 1931.